# Biedrusko

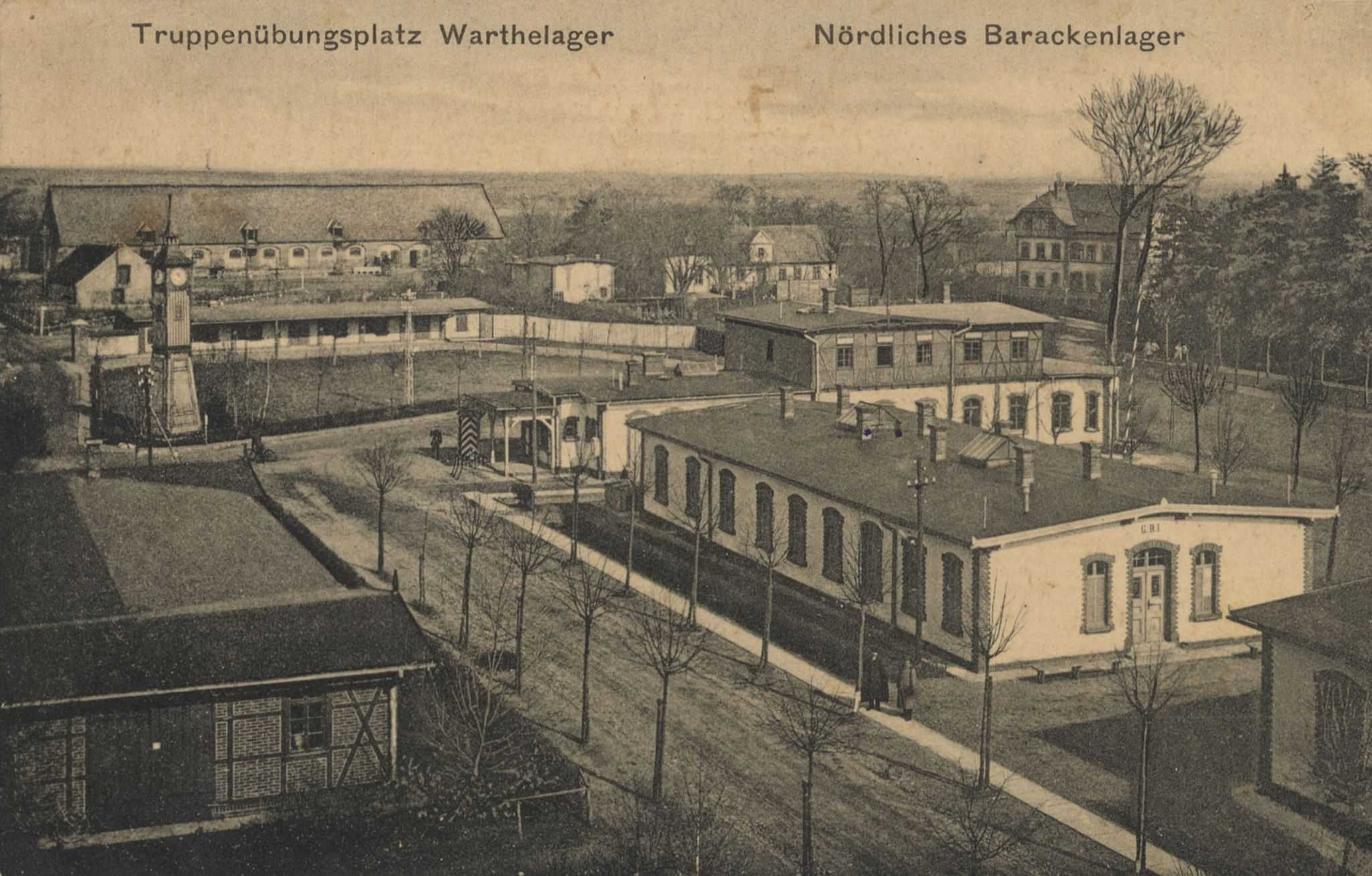
Garnizon wojskowy w Biedrusku w 1915 roku.

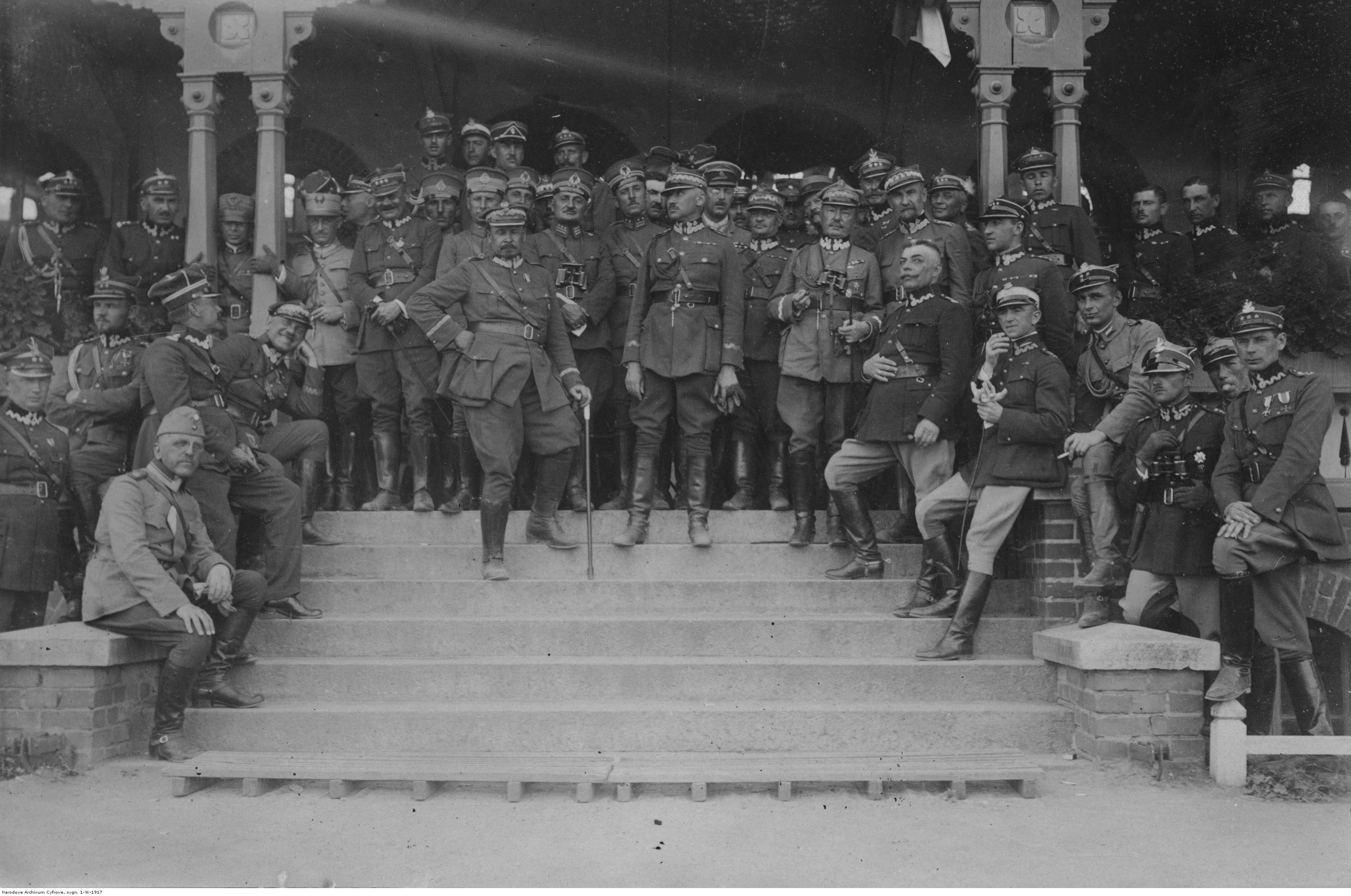
Przed kasynem stoją tureccy oficerowie w towarzystwie polskich generałów, m.in.: Józefa Hallera (z laską), Leonarda Skierskiego (na najwyższym stopniu po lewej od nierozpoznanego polskiego generała z lornetką), Kazimierza Raszewskiego (siedzi podpierając głowę), Stanisława Hallera (na przedostatnim stopniu z rękawiczkami), Tadeusza Jordan Rozwadowskiego (na najwyższym stopniu po prawej stronie nierozpoznanego polskiego generała z lornetką), lata 20. XX w.

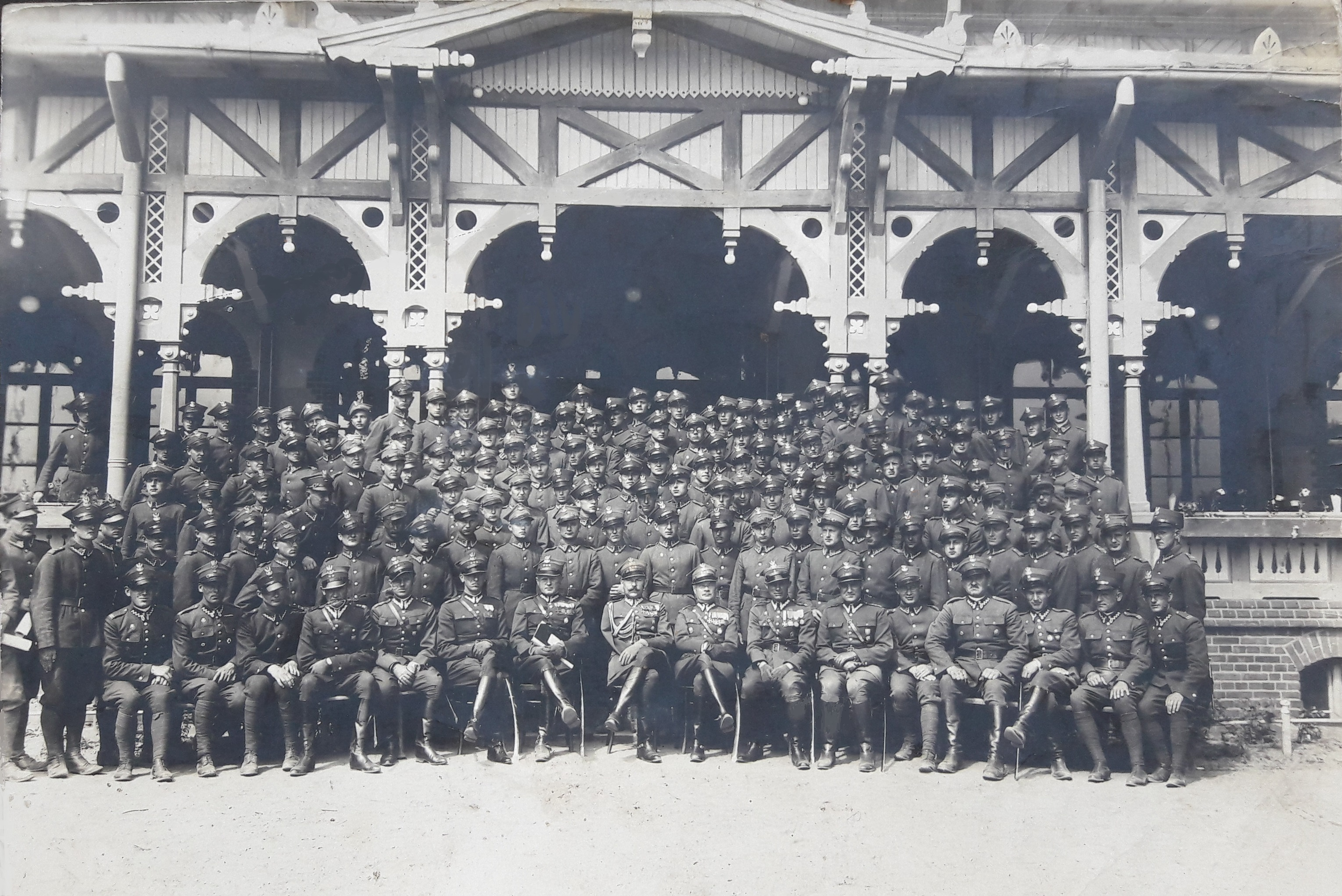
Biedrusko - żołnierze 25 DP przed kasynem oficerskim. Pośrodku siedzi płk dypl. Stefan Kossecki; czerwiec 1937.

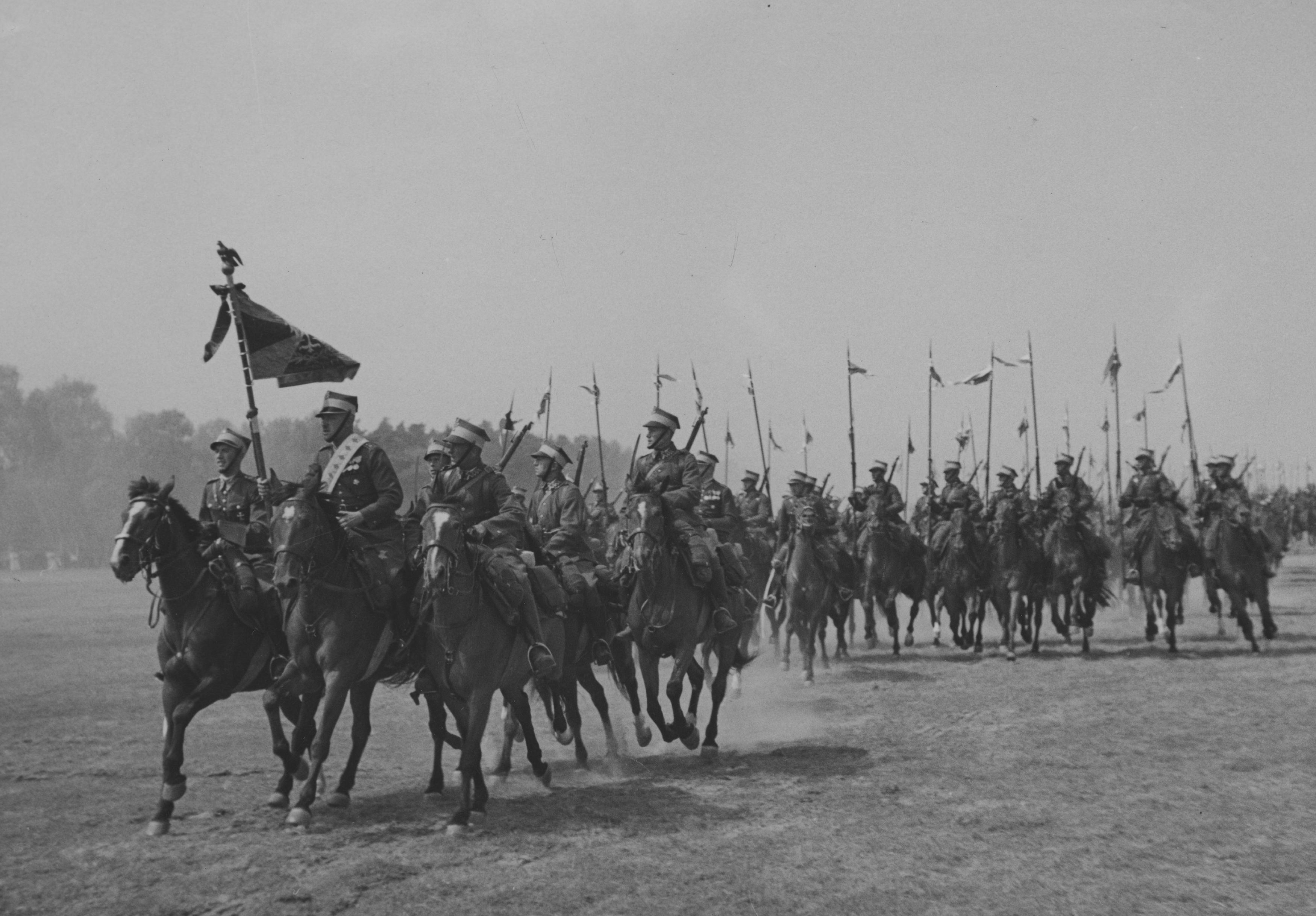
Defilada oddziału kawalerii przed królem Rumunii Karolem II i księciem Michałem, Biedrusko 1937.

Biedrusko (w czasie zaborów niem. Weißenburg) – wieś w Polsce położona w województwie wielkopolskim, w powiecie poznańskim, w gminie Suchy Las, leżąca nad Wartą, ok. 5 km na północ od granic Poznania i ok. 15 km od centrum.
Według danych Ministerstwa Cyfryzacji z dnia 30 czerwca 2018 roku, wieś liczyła 2479 mieszkańców (1264 kobiet i 1215 mężczyzn) zameldowanych na pobyt stały.
W latach 1975–1998 miejscowość administracyjnie należała do województwa poznańskiego.

## Historia
Pierwsze wzmianki odnośnie Biedruska pojawiają się w XIII wieku. Według jednej z wersji książę poznański Przemysł I nadał w roku 1242 Owińska zakonowi Cysterek z Trzebnicy wraz z dwunastoma innymi wioskami. Siostry po sprzedaniu jednej z tych miejscowości, a dokładnie Dobiegniewa, za uzyskane środki kupiły Biedrusko.
Według innego źródła zakon Cysterek zostaje właścicielem Biedruska dopiero w roku 1491, kiedy to odkupił je od Jana Czuryło-Bielawskiego. Inne zaś źródło podaje, że ziemie biedruskie stały się własnością cysterek dopiero po roku 1518, kiedy to Zygmunt Stary zezwolił na ich zakup od Jana Bielawskiego. Tak więc okres, w jakim Biedrusko było pod władaniem zakonu cysterek, nie jest dokładnie znany. Pewne jest, że ziemie te należały do zakonu aż do trzeciego rozbioru Polski, kiedy to po utworzeniu Prus Południowych Fryderyk II przeprowadził szeroko zakrojoną konfiskatę majątków kościelnych i dóbr powstańców, przystępując jednocześnie do wynaradawiania ziem polskich.
Skonfiskowane dobra zakonne zostały nadane właścicielom ziemskim pochodzenia niemieckiego. Takim właścicielem ziemskim stał się mieszczanin berliński Zygmunt Otto Józef von Treskow, któremu w dniu 24 stycznia 1797 roku na własność nadano cały klucz owiński, w którego skład wchodziło Biedrusko. Przez ponad 100 lat Biedrusko pozostaje w rękach tej rodziny. Ostatnim właścicielem Biedruska jak i Budziszewia, Trzuskotowa i Tworkowa był Albrecht Otton von Treskow, który w wieku trzydziestu lat podejmuje budowę pałacu w Biedrusku, która trwa od 1877 do 1880 roku. W tej okazałej rezydencji otoczonej malowniczym parkiem powstałym w tym samym okresie zamieszkał w 1881 r.
W latach osiemdziesiątych XIX wieku Biedrusko jako dominium dla pozostałych ziem Albrechta Ottona von Treskowa składało się z 14 domów i kilku zabudowań gospodarczych. Zamieszkiwane było wówczas przez 226 osób, z czego 126 byli to katolicy, a 88 ewangelicy, wśród których znajdowało się 103 analfabetów.
Pod koniec XIX wieku armia niemiecka poszukiwała dogodnego miejsca na duży poligon wojskowy. Miejscem spełniającym wszystkie wymagane kryteria do ćwiczeń dużych zgrupowań wojska było Biedrusko i jego okolice. W wyniku kłopotów towarzysko-rodzinnych Albrecht von Treskow zdecydował się na sprzedaż swoich włości armii niemieckiej, a cena jaką z tego tytułu uzyskał skłoniła jego brata Gustawa Adolfa von Treskowa do odsprzedania również swoich gruntów. 
Transakcja sprzedaży majątku, która miała miejsce w 1904 roku, była dla Biedruska swego rodzaju nobilitacją społeczno-ekonomiczną. Nazwa miejscowości została zmieniona z Biedrusko na Weissenburg i dotyczyło to raczej pałacu i zabudowań dworskich po rodzinie von Treskow. Natomiast budowany w szybkim tempie obóz wojskowy znajdujący się na terenie niezalesionym w widłach dróg do Poznania i Chojnic przybiera nazwę Baraken Lager.
W centralnym jego punkcie została wybudowana wieża ciśnień z czterostronnym zegarem na szczycie wybijającym godziny i kwadranse. Wraz z mniejszym zegarem znajdującym się na placu naprzeciw budynku poczty i aresztu garnizonowego uzupełniały brak indywidualnych zegarków u żołnierzy.
Do 1910 roku na terenie Biedruska powstało:
1. po lewej stronie drogi do Poznania:
- 11 baraków murowanych dla oficerów;
- 11 baraków murowanych i blaszanych (koszar) dla żołnierzy i podoficerów (6 budynków piętrowych);
- kasyno oficerskie;
- klub dla podoficerów i klub dla żołnierzy;
- cztery kuchnie żołnierskie z dużymi stołówkami;
- 6 stajni dla koni oficerskich;
- 3 duże garaże;2. po prawej stronie drogi do Poznania wybudowano:
- 28 stajni;
- 2 garaże;
- 5 kuźni;
- 4 kuchnie żołnierskie ze stołówkami;
- 2 barako-stajnie dla lecznicy weterynaryjnej dla koni.

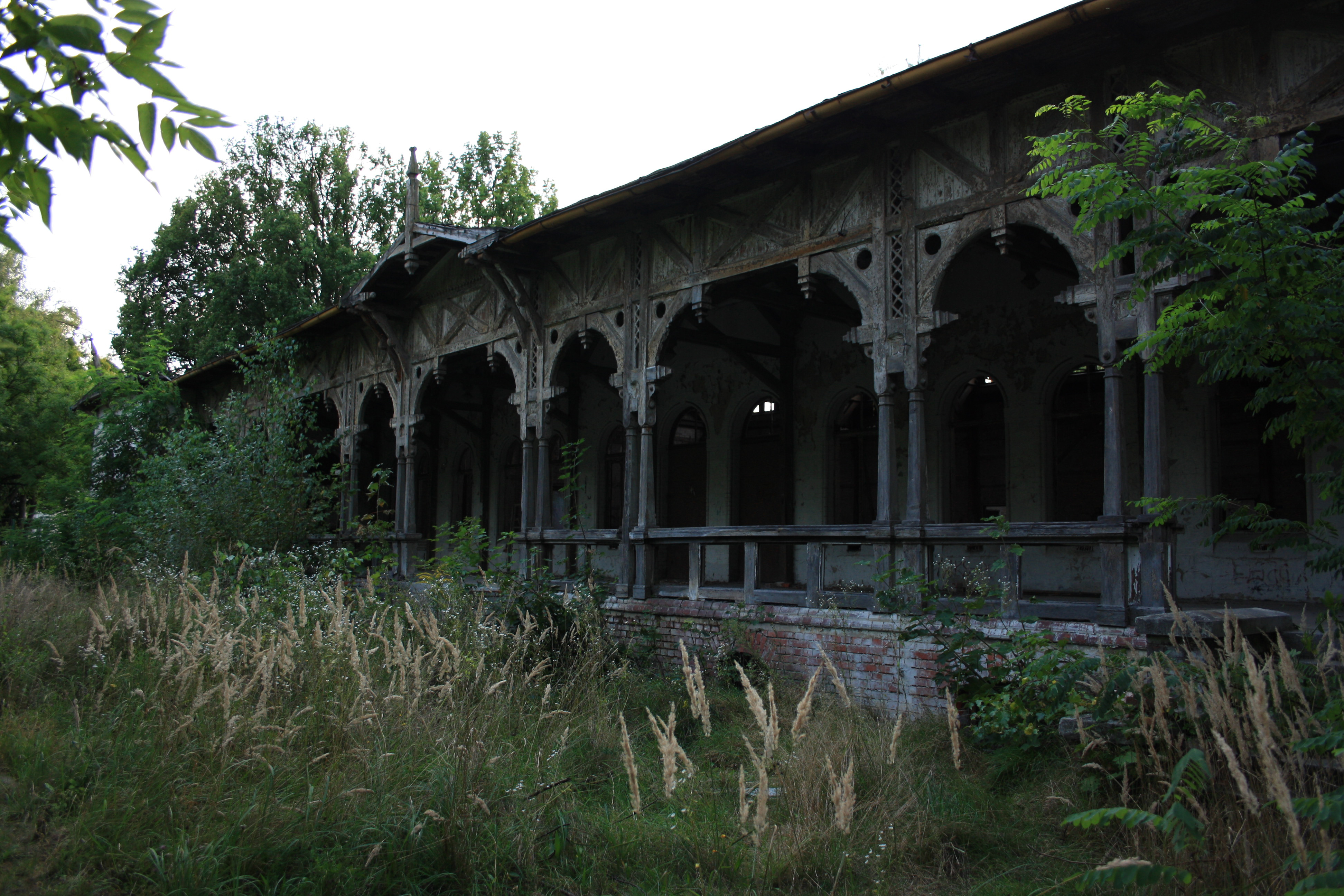
Opuszczone i niszczejące kasyno oficerskie w 2013 roku.

W odległości około kilometra na zachód od obozu przy dzisiejszej ulicy Leśnej powstały składy amunicji, a w północnej części obozu powstał szpital wojskowy w kształcie dużej litery U. Po prawej stronie drogi do pałacu wybudowano baraki mieszkalne, magazyny i warsztaty dla tzw. komendy poligonu. Na końcu drogi poznańskiej postawiono małą elektrownię o napędzie parowym, z dużym kominem, dla potrzeb ćwiczących tutaj wojsk. Do rozbudowy ośrodka szkoleniowego Niemcy wykorzystali tartak mechaniczny, który został usytuowany u zbiegu dróg do Poznania i do Chludowa.
Z okazji otwarcia zamku cesarskiego w Poznaniu latem 1910 roku Obóz Ćwiczebny Biedrusko odwiedził cesarz Wilhelm II, który bawił w pałacu i dokonał przeglądu wojsk ćwiczących na poligonie. Na pamiątkę tej wizyty został wykonany przez żołnierzy obelisk z głazu narzutowego o wadze 18 ton, który przywędrował nad Wartę z gór skandynawskich na czaszy lodowca przed wieloma tysiącami lat, z pamiątkową tablicą z brązu. Został on ustawiony w ogrodzie kasyna oficerskiego. Podczas Powstania Wielkopolskiego owa płyta została zdjęta i zaginęła. 
W roku 1911 w czterdziestą rocznicę zwycięstwa Prus nad Francją pod Sedanem przy ulicy Ogrodowej z kamienia polnego został wybudowany pomnik o wysokiej kwadratowej podstawie i trapezowo ściętym ku górze sześcianem na którego szczycie znajdował się niemiecki orzeł.
W czasie I wojny światowej w związku z dużym zapotrzebowaniem na młode kadry dowódcze na terenie OC Biedrusko zorganizowana została 5 Szkoła Podchorążych Piechoty. Pełna nazwa tej szkoły brzmiała w języku niemieckim następująco: „10 Inspektion, Lehrgrupe 1, Schule V für Fahnenjunker der Infanterie”, a w dowolnym przekładzie można przetłumaczyć: „10 Inspektorat, 1 Grupa Szkolna, V Szkoła Podchorążych Piechoty”. 
Nad Wartą w tym okresie funkcjonował prom, który swym wyglądem przypominał coś w rodzaju wielkiego czółna z pomostem na wierzchu. Po obu stronach rzeki był on przymocowany do kołowrotów, którymi przewoźnicy przeciągali prom pomiędzy brzegami.
Obecnie garnizon w Biedrusku jest największym w pobliżu Poznania, jednak od kilku lat ilość wojska jest redukowana. Stacjonują tutaj między innymi jednostki pancerne (również czołgi PT-91 Twardy), rakietowe obrony powietrznej (w Radojewie), Centrum Szkolenia Wojsk Lądowych w Poznaniu i inne. Na północ, południe i zachód od wsi rozciąga się duży poligon wojskowy. Na skraju wsi istnieje także zaniedbany cmentarz wojskowy
Most w Biedrusku jest jedyną przeprawą przez Wartę na odcinku pomiędzy Poznaniem a Obornikami, co rzutuje na komunikacyjne znaczenie wsi. Przez Biedrusko przebiega szlak rowerowy Pierścień Poznański.

## Pałac w Biedrusku

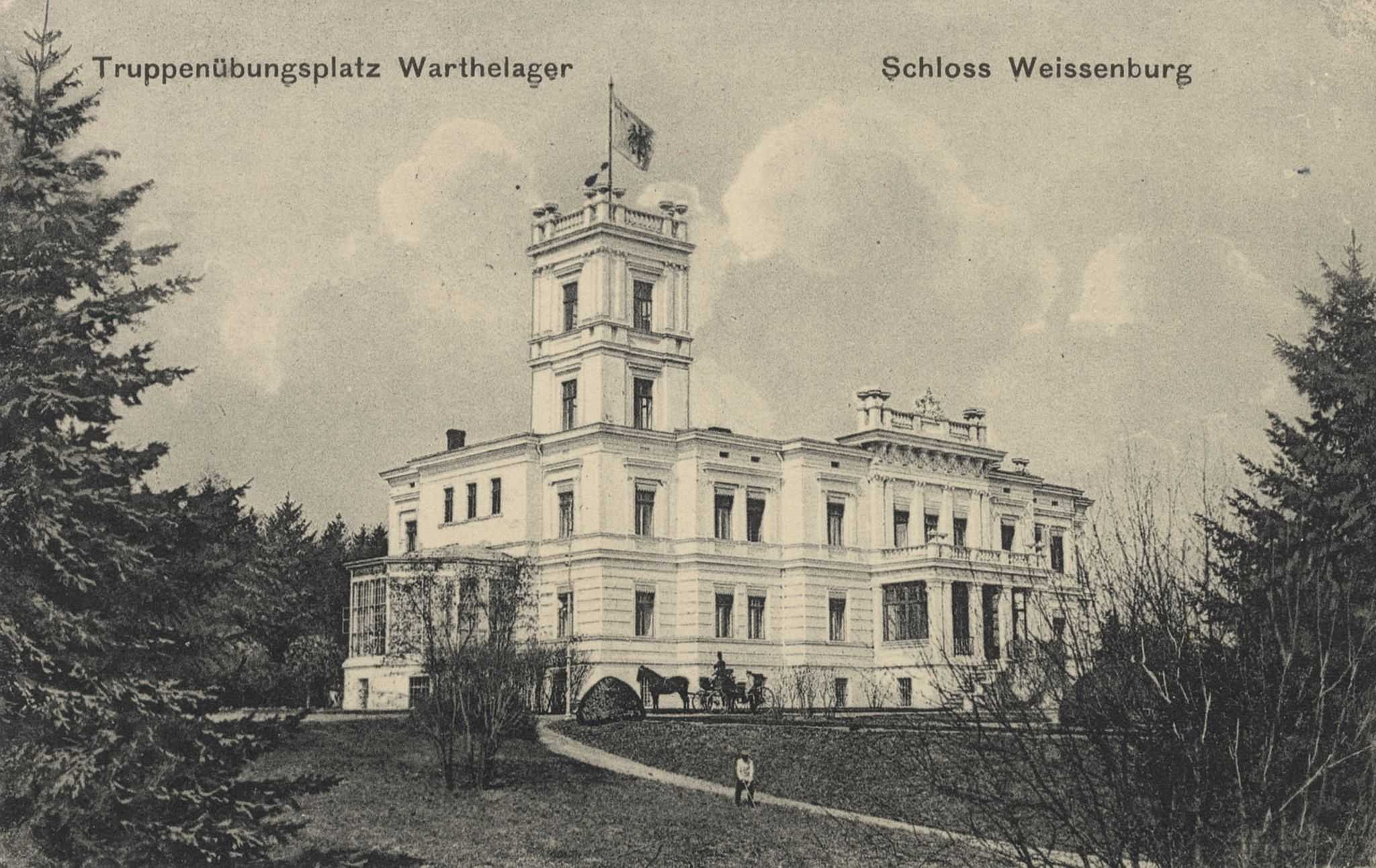
Pałac w Biedrusku na karcie pocztowej z 1915 r.

Pochodzący z lat 1877–1880 neoklasycystyczny pałac wzniesiony został przez Ludwika Hunha dla Albrechta Ottona von Treskowa. Przez szereg lat mieścił się w nim klub garnizonowy (kasyno). Nietypowe jest umieszczenie jednego z głównych wejść do pałacu w elewacji bocznej (podobnie jak w pałacu biezdrowskim). Pałac stoi w ciekawym parku krajobrazowym, na wzgórzu, w pobliżu rzeki Warty. W roku 2009 budynek został sprzedany i jest w prywatnych rękach. Obecnie (2014) pałac jest wyremontowany i odbywają się tam imprezy okolicznościowe. Cały czas prowadzone są prace w parku otaczającym pałac.

## Przyroda
Długotrwałe wyłączenie terenu poligonu otaczającego Biedrusko spowodowało wykształcenie się tu specyficznego środowiska, korzystnego dla wielu gatunków fauny i flory. Ostoja została włączona do europejskiej sieci ekologicznej Natura 2000 jako specjalny obszar ochrony siedlisk „Biedrusko”. Znaczna część ostoi znajduje się w granicach Obszaru Chronionego Krajobrazu „Biedrusko”.

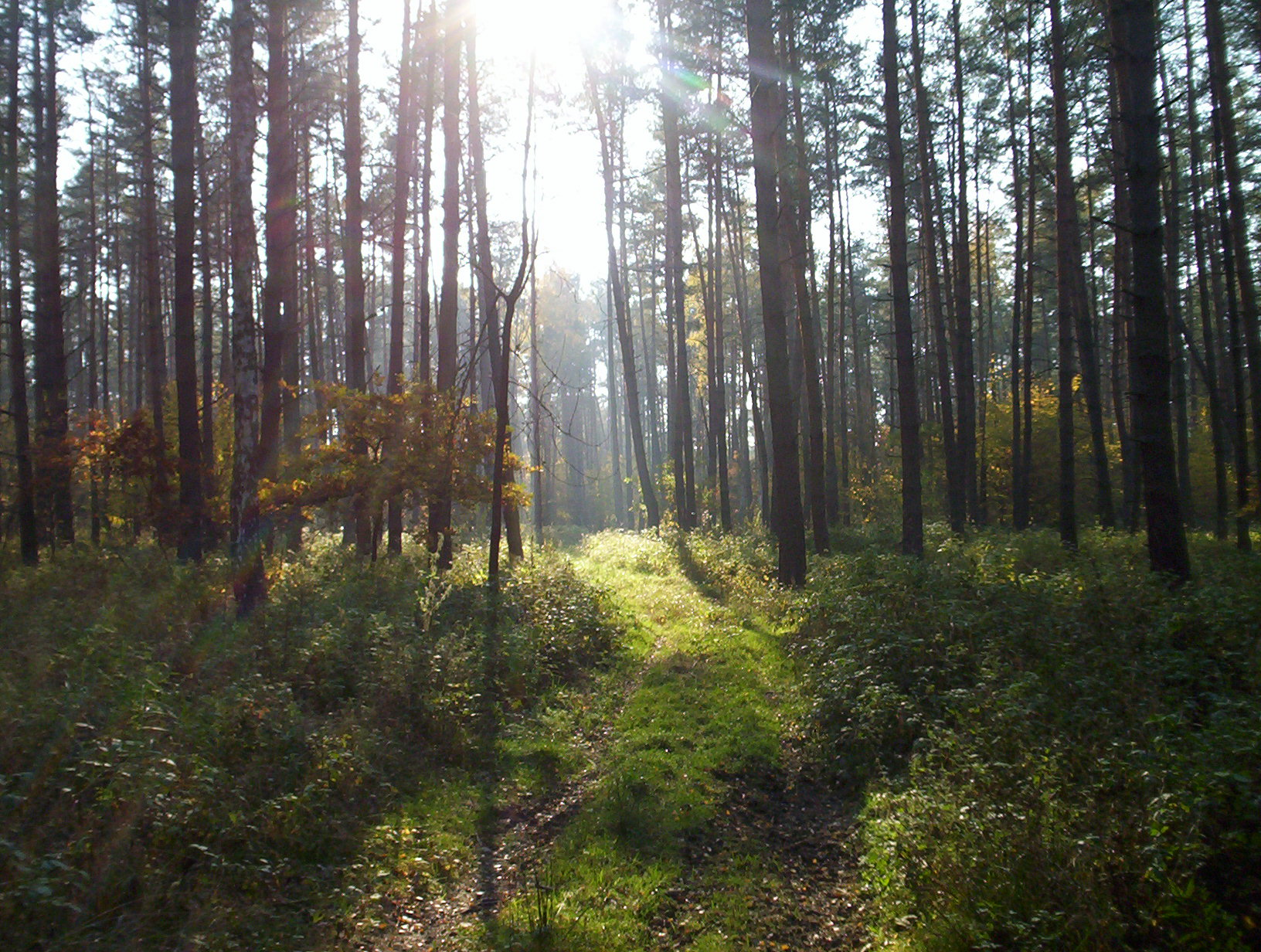
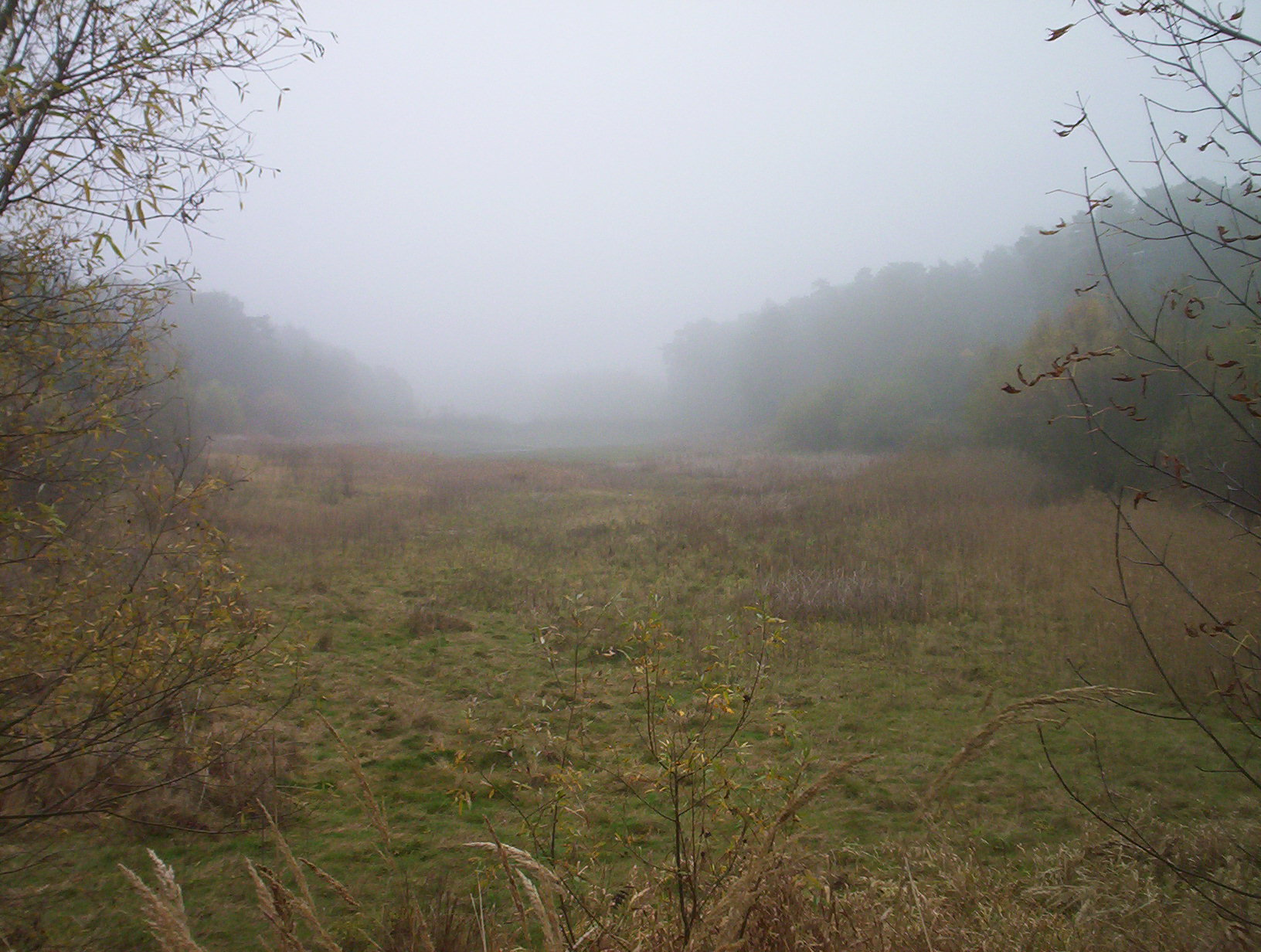
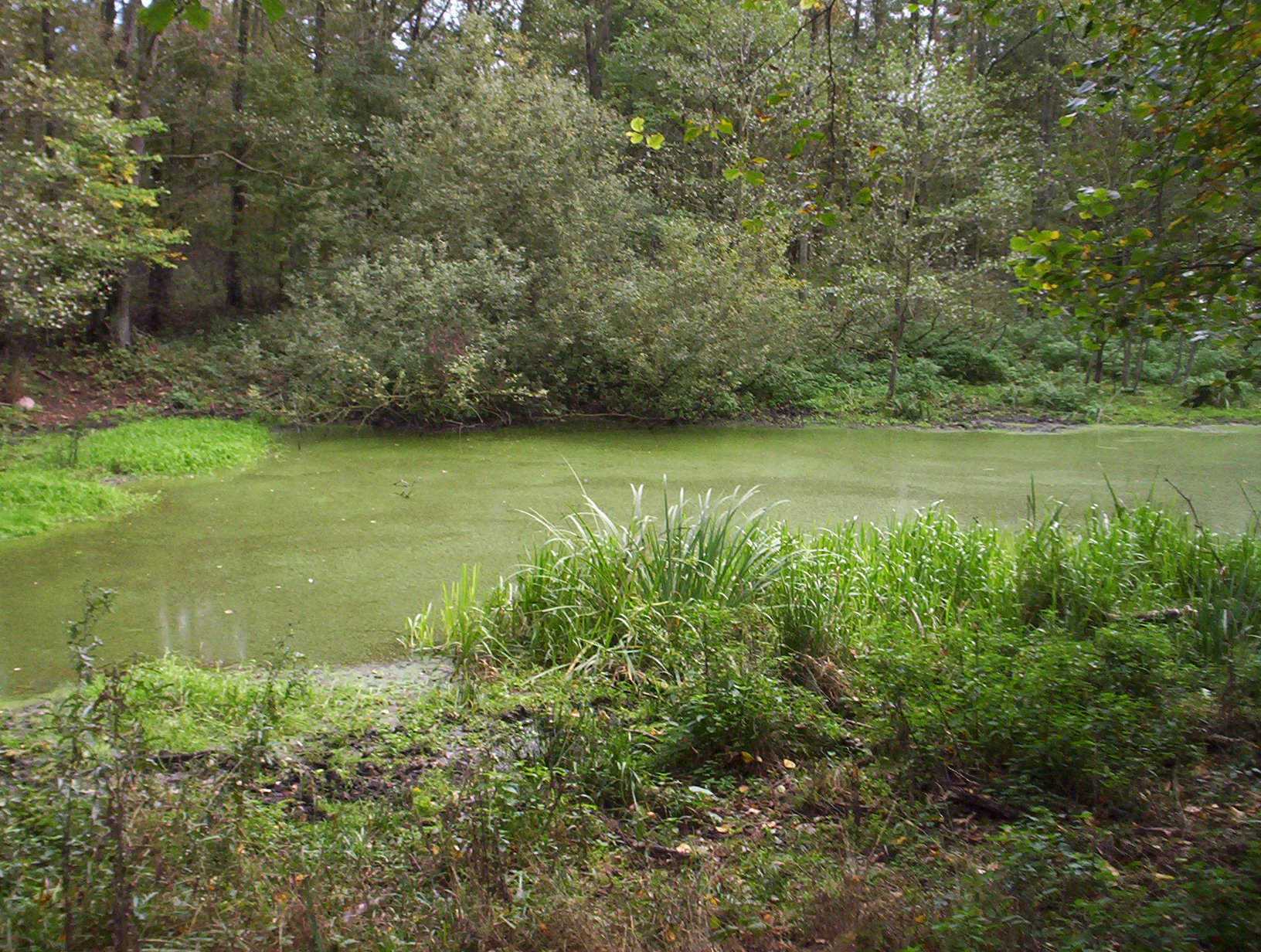
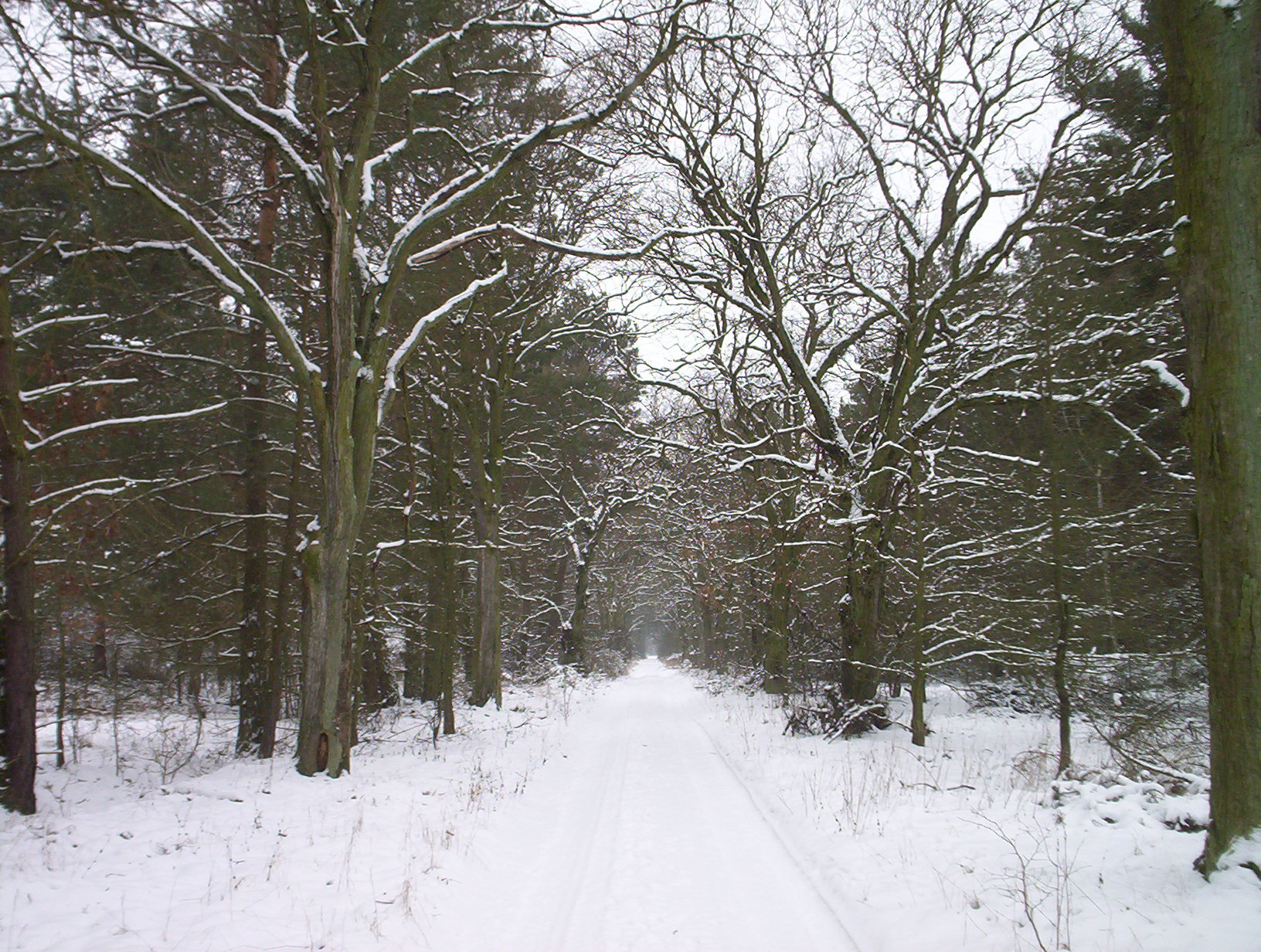
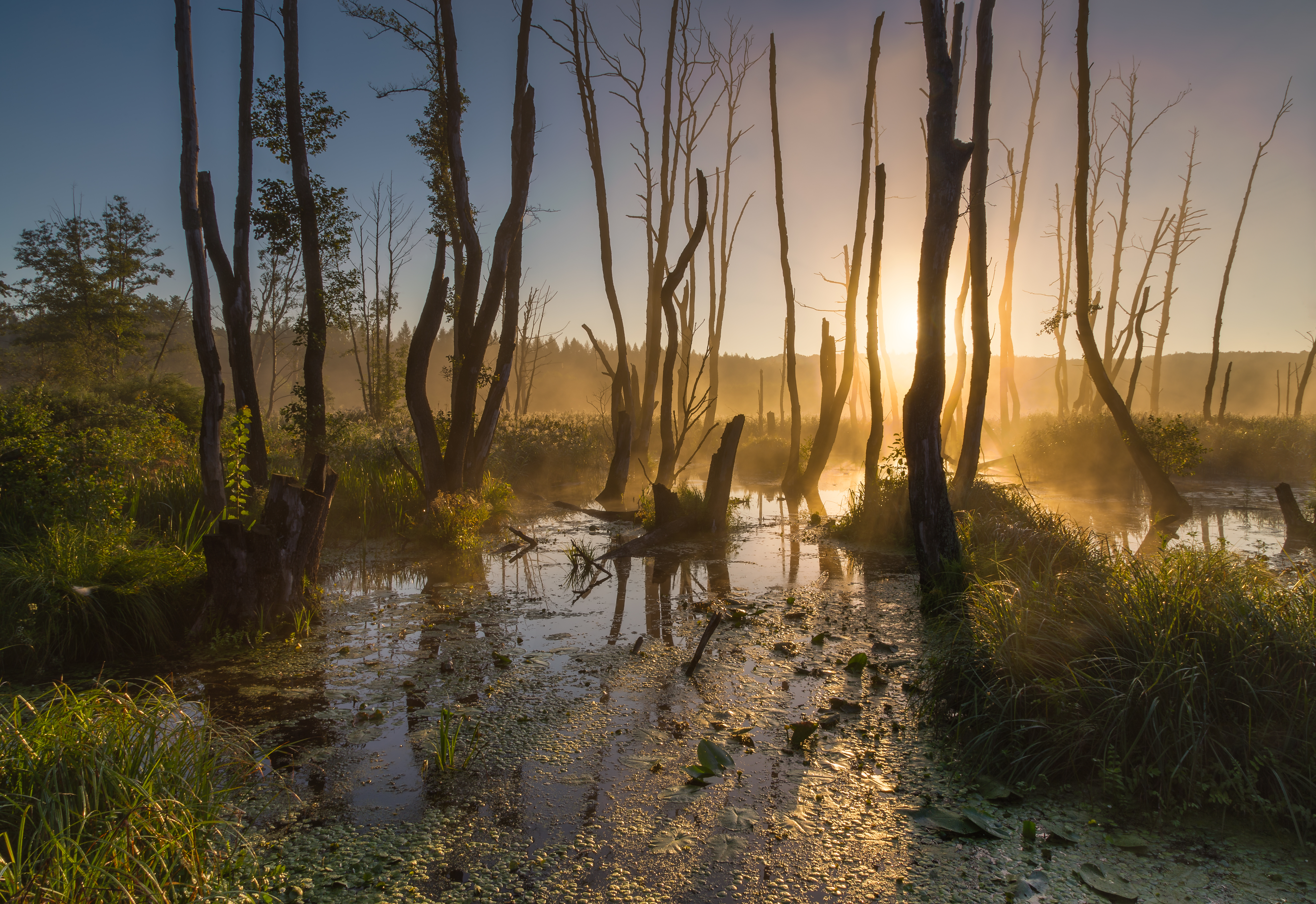
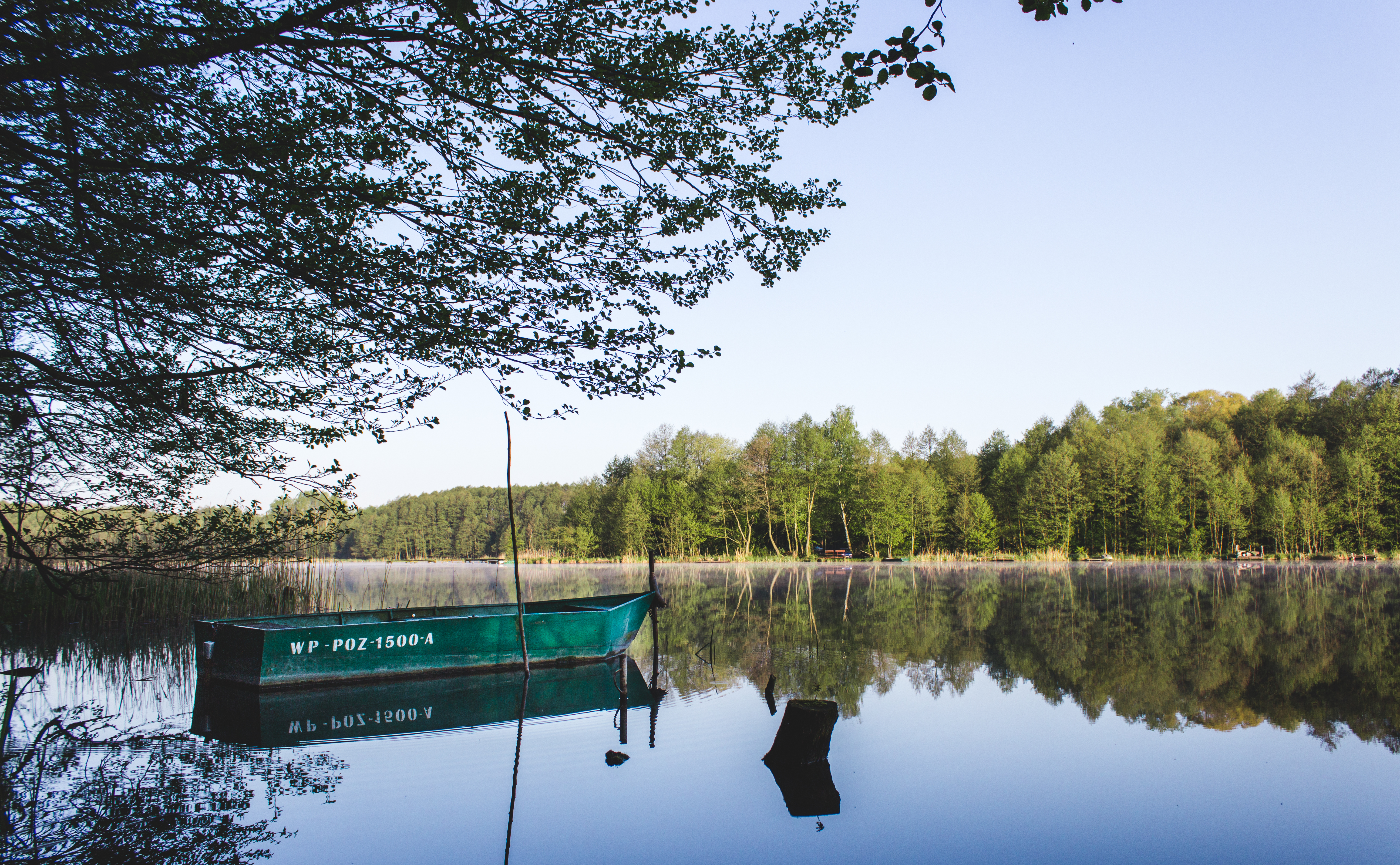

## Demografia
Dane dotyczące ludności zamieszczono w tabeli poniżej. Dane za lata 2007–2014 pozyskano z Urzędu Gminy, natomiast za rok 2018 z Ministerstwa Cyfryzacji:
| lata        | 2007 | 2008 | 2009 | 2014 | 2018 |
| ----------- | ---- | ---- | ---- | ---- | ---- |
| pobyt stały |      |      |      |      |      |
| kobiety     | 970  | 973  | 993  | 1142 | 1297 |
| mężczyźni   | 980  | 986  | 1004 | 1081 | 1242 |
| razem       | 1950 | 1959 | 1997 | 2223 | 2539 |

## Plener filmowy
Poligon w Biedrusku służył za plenery dla filmów „Ogniem i mieczem” (1998, 2000) w reżyserii Jerzego Hoffmana, serialu „Czterej pancerni i pies” (1969), historycznego filmu „Kazimierz Wielki” (1975, reż. Czesław i Ewa Petelscy), jak również amerykańskiego filmu „Dowód życia” (2000, reż. Taylor Hackford) - podczas kręcenia scen Biedrusko odwiedził wówczas Russell Crowe.